# 第6回全国高等学校選抜ラグビーフットボール大会
第6回全国高等学校選抜ラグビーフットボール大会は2005年（平成17年）4月1日から4月7日まで熊谷ラグビー場にて行われた全国高校選抜ラグビー大会である。

## 出場校
※はシード校
北海道ブロック
- 札幌山の手（2年連続2回目）

東北ブロック
- 秋田工※（5年ぶり2回目）
- 黒沢尻北（初出場）
- 青森北（3年ぶり2回目）

関東ブロック
- 茗溪学園※（初出場）
- 日川※（初出場）
- 桐蔭学園（4年連続5回目）
- 大東大一（初出場）

北信越ブロック
- 岡谷工（6年連続6回目）

東海ブロック
- 朝明（2年連続2回目）
- 旭野（初出場）

近畿ブロック
- 伏見工※（2年連続3回目）
- 東海大仰星※（6年連続6回目）
- 啓光学園※（5年連続5回目）
- 近大付※（2年ぶり2回目）
- 大工大（3年ぶり3回目）

中国ブロック
- 安芸南（初出場）

四国ブロック
- 新田（5年ぶり2回目）

九州ブロック
- 大分舞鶴※（2年連続4回目）
- 筑紫（初出場）
- 佐賀工（4年連続5回目）

開催県枠
- 深谷（2年連続2回目）

チャレンジ枠
- 進修館（初出場）
- 都島工（初出場）

## 試合結果
- 時刻はすべて日本標準時 (UTC+9)
- 太字は勝利校を示す。

### 1回戦
| 2005年04月01日 11:00 | 大東大一   | 46-5  | 新田   | Aグラウンド |
| 2005年04月01日 11:00 | 進修館     | 3-83  | 大工大 | Bグラウンド |
| 2005年04月01日 12:15 | 黒沢尻北   | 7-15  | 旭野   | Aグラウンド |
| 2005年04月01日 13:30 | 深谷       | 5-40  | 筑紫   | Aグラウンド |
| 2005年04月01日 13:30 | 桐蔭学園   | 7-41  | 佐賀工 | Bグラウンド |
| 2005年04月01日 14:45 | 札幌山の手 | 20-26 | 都島工 | Aグラウンド |
| 2005年04月01日 14:45 | 岡谷工     | 19-69 | 旭野   | Bグラウンド |
| 2005年04月01日 15:15 | 青森北     | 36-0  | 安芸南 | Bグラウンド |

### 2回戦・コンソレーション
| 2005年04月02日 11:00 | 朝明       | 14-31 | 秋田工     | Aグラウンド |
| 2005年04月02日 11:00 | 都島工     | 0-84  | 茗溪学園   | Bグラウンド |
| 2005年04月02日 11:00 | 桐蔭学園   | 90-0  | 岡谷工     | Cグラウンド |
| 2005年04月02日 12:15 | 東海大仰星 | 60-14 | 佐賀工     | Aグラウンド |
| 2005年04月02日 12:15 | 啓光学園   | 27-17 | 筑紫       | Bグラウンド |
| 2005年04月02日 12:15 | 進修館     | 19-5  | 安芸南     | Cグラウンド |
| 2005年04月02日 13:30 | 青森北     | 24-10 | 日川       | Aグラウンド |
| 2005年04月02日 13:30 | 旭野       | 17-19 | 黒沢尻北   | Bグラウンド |
| 2005年04月02日 13:30 | 深谷       | 29-7  | 札幌山の手 | Cグラウンド |
| 2005年04月02日 14:45 | 大分舞鶴   | 19-12 | 大工大     | Aグラウンド |
| 2005年04月02日 14:45 | 伏見工     | 57-7  | 大東大一   | Bグラウンド |
| 2005年04月02日 14:45 | 新田       | 5-44  | 黒沢尻北   | Cグラウンド |

### 準々決勝
| 2005年04月04日 11:00 | 伏見工     | 17-5  | 近大付   | Aグラウンド |
| 2005年04月04日 12:15 | 啓光学園   | 20-0  | 茗溪学園 | Aグラウンド |
| 2005年04月04日 13:30 | 大分舞鶴   | 48-0  | 青森北   | Aグラウンド |
| 2005年04月04日 14:45 | 東海大仰星 | 22-10 | 秋田工   | Aグラウンド |

### 準決勝
| 2005年04月05日 12:00 | 大分舞鶴 | 19-57 | 東海大仰星 | Aグラウンド |
| 2005年04月05日 13:15 | 伏見工   | 15-24 | 啓光学園   | Aグラウンド |

### 決勝
| 4月7日 13:00 | 啓光学園 | 24-10 | 東海大仰星 | Aグラウンド レフリー: 桜岡将博 |
| 4月7日 13:00 | 詳細     |       |            | Aグラウンド レフリー: 桜岡将博 |

| 全国高等学校選抜ラグビーフットボール大会 第6回大会 優勝 |
| ------------------------------------------------------- |
| 啓光学園高校 4年ぶり2回目                               |